# Коппалоярви
Коппалоярви — озеро на территории Ледмозерского сельского поселения Муезерского района Республики Карелии.

## Общие сведения
Площадь озера — 1,2 км². Располагается на высоте 137,8 метров над уровнем моря.
Форма озера лопастная, продолговатая: оно вытянуто с запада на восток. Берега изрезанные, каменисто-песчаные, с юга — заболоченные.
С северной стороны озера вытекает протока без названия, вытекающая с правого берега в реку Тикшозерку, втекающую в озеро Момсаярви. Через последнее протекает река Чирко-Кемь.
Вдоль северного берега проходит автодорога местного значения 86К-176 («Тикша — Реболы»).
Код объекта в государственном водном реестре — 02020000911102000005278.

## Галерея

Коппалоярви
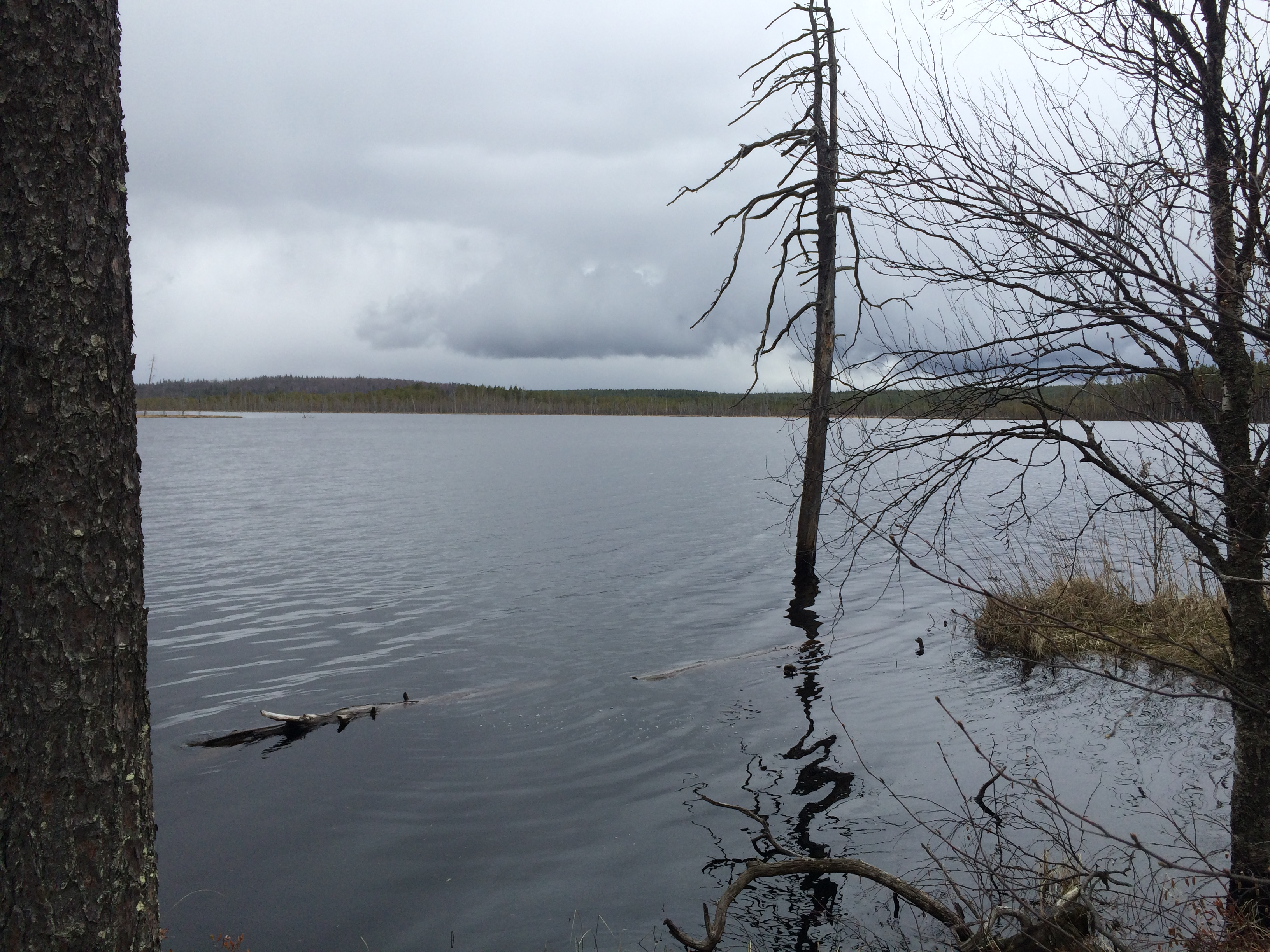
Северный берег.
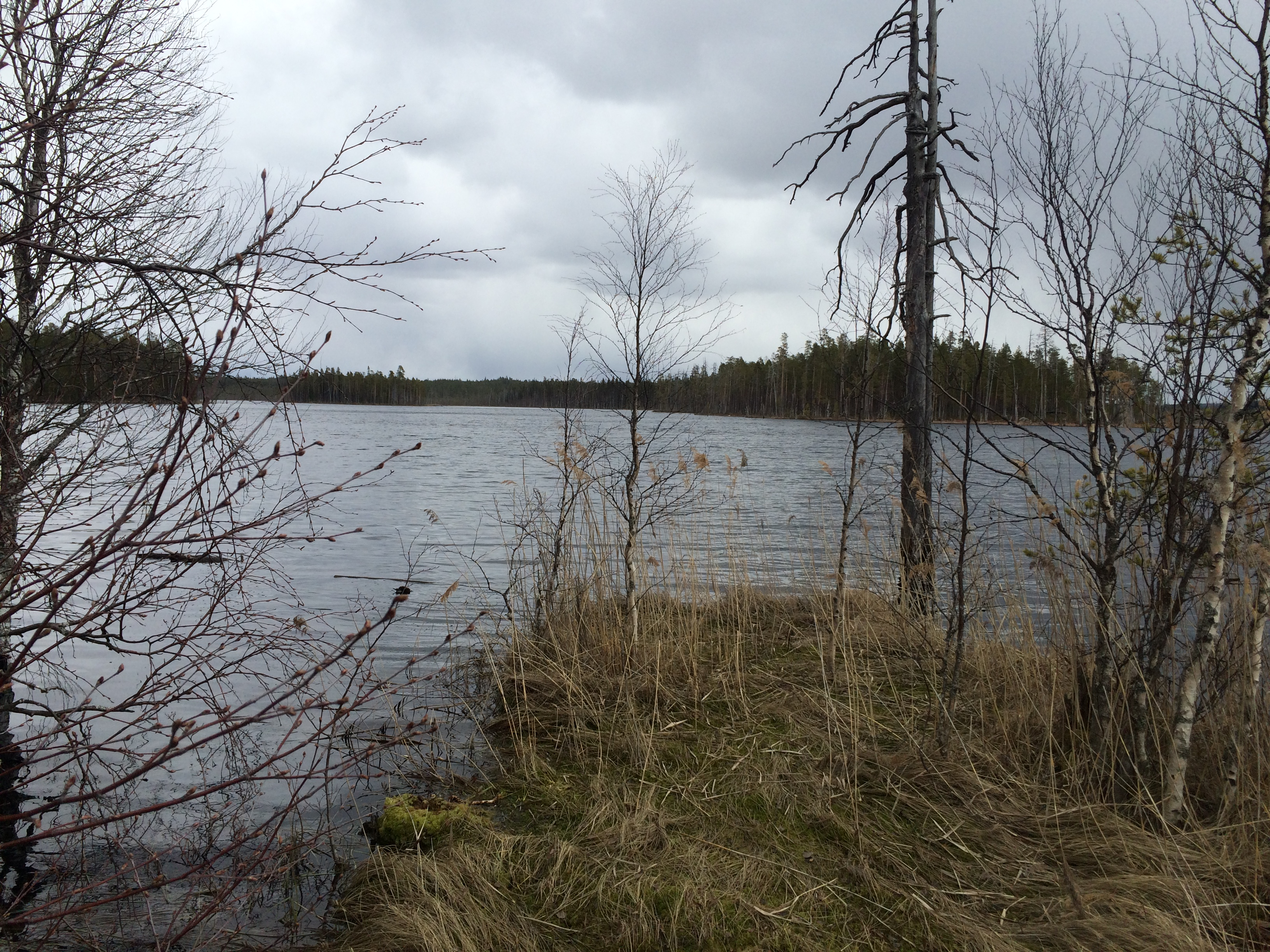
Северный берег.
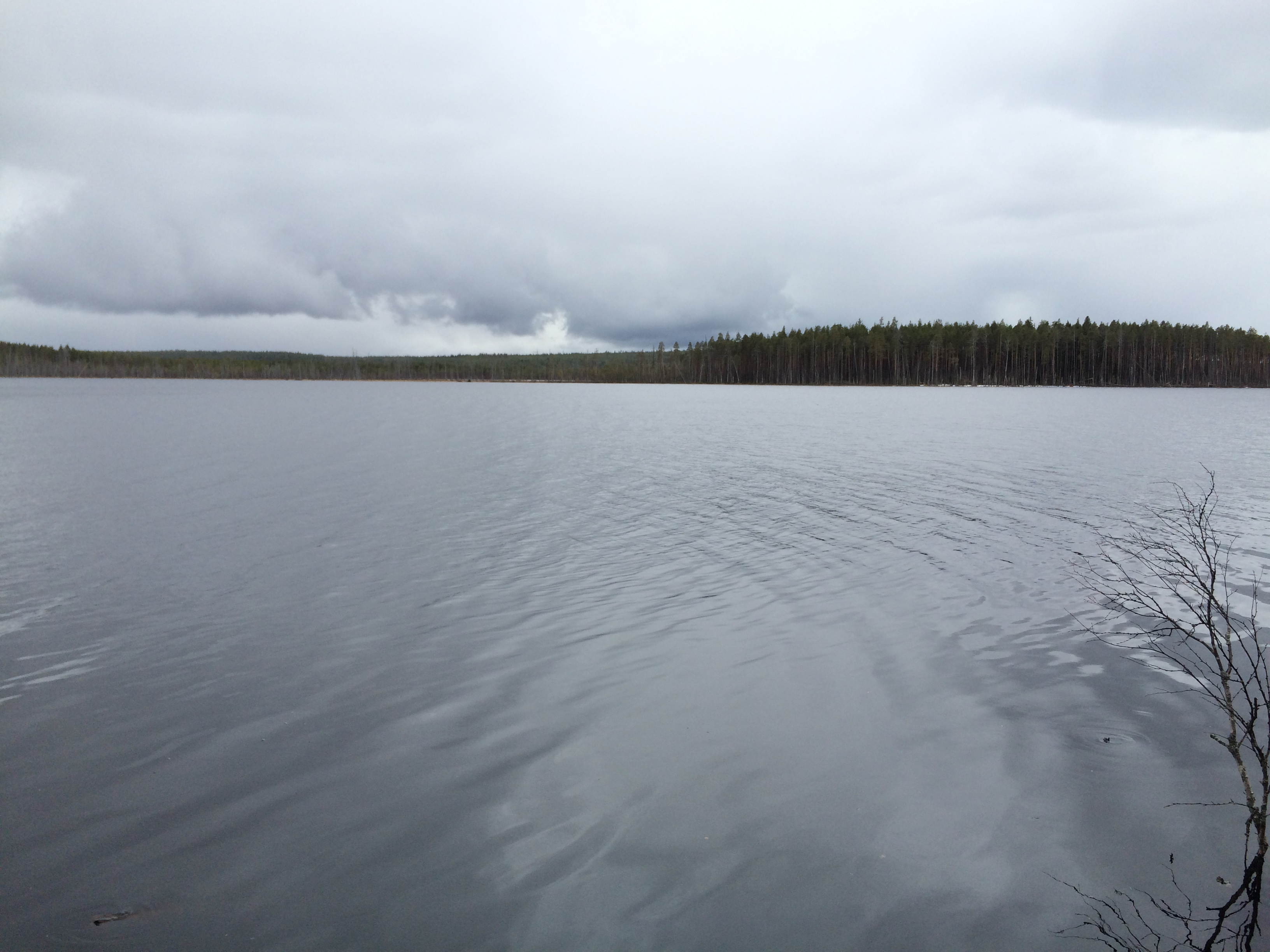
Северный берег.